# Lycosa bonneti
Lycosa bonneti là một loài nhện trong họ Lycosidae.
Loài này thuộc chi Lycosa. Lycosa bonneti được Guy & Carricaburu miêu tả năm 1967.